# Jaques Neves
Jaques da Silva Neves (Belém, 28 de setembro de 1970), mais conhecido como Doutor Jaques Neves, é um médico cardiologista e político filiado no União Brasil (UNIÃO). Foi deputado estadual entre 2015 e 2023, atualmente é presidente do Hospital Ofir Loyola.
É membro da Igreja Adventista do Sétimo Dia.